# Team Pacman
Team Pacman fue un equipo en parejas de lucha libre profesional en la promoción Total Nonstop Action Wrestling (TNA). El equipo, formado por el jugador de la Liga Nacional de Fútbol Americano Adam "Pacman" Jones y Ron "The Truth" Killings, obtuvo el Campeonato Mundial en Parejas de la TNA una vez, pero cuando el equipo de fútbol de Jones le negó permiso para luchar en el ring, Rasheed Lucius "Consequences" Creed fue agregado como un tercer hombre para la defensa de los títulos del equipo. Killings y Creed se reunieron en la WWE bajo los nombres artísticos de R-Truth y Xavier Woods.

## Historia

### Total Nonstop Action Wrestling (2007)

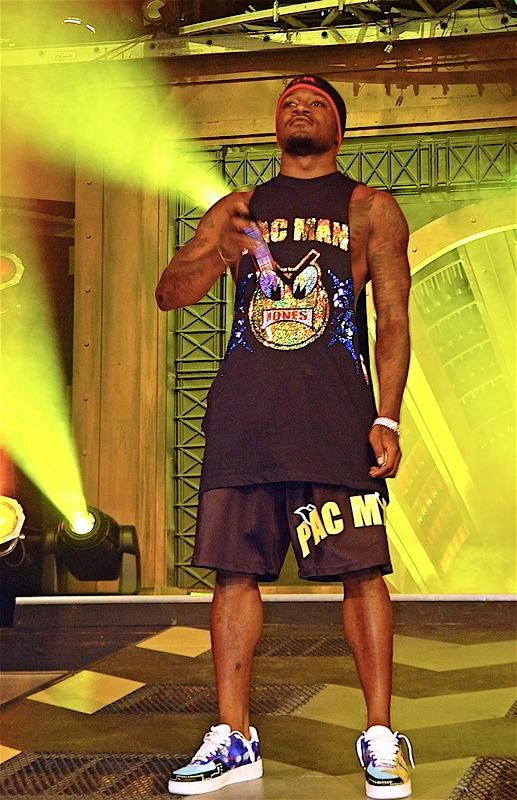
Pacman Jones entrando a la Zona de Impacto de TNA.

El 6 de agosto de 2007, Total Nonstop Action Wrestling (TNA) confirmó a través de su página web que habían firmado un acuerdo con el cornerback de los Tennessee Titans Pacman Jones. En entrevistas con el vicepresidente de la TNA Jeff Jarrett, Jones indicó que tenía la intención de luchar, principalmente como parte de un equipo en parejas. En respuesta, a la organización de los Tennessee Titans se les concedió una orden de restricción prohibiéndole a él trabajar con la compañía, lo que provocó que las dos empresas negociaran un acuerdo afirmando que a Jones no se le permitirá "tocar o ser tocado, usar o ser golpeado por algún objeto ilegal o cualquier cosa que pudieraa herirlo", pero que le permitirían aparecer con la empresa en un rol no físico.

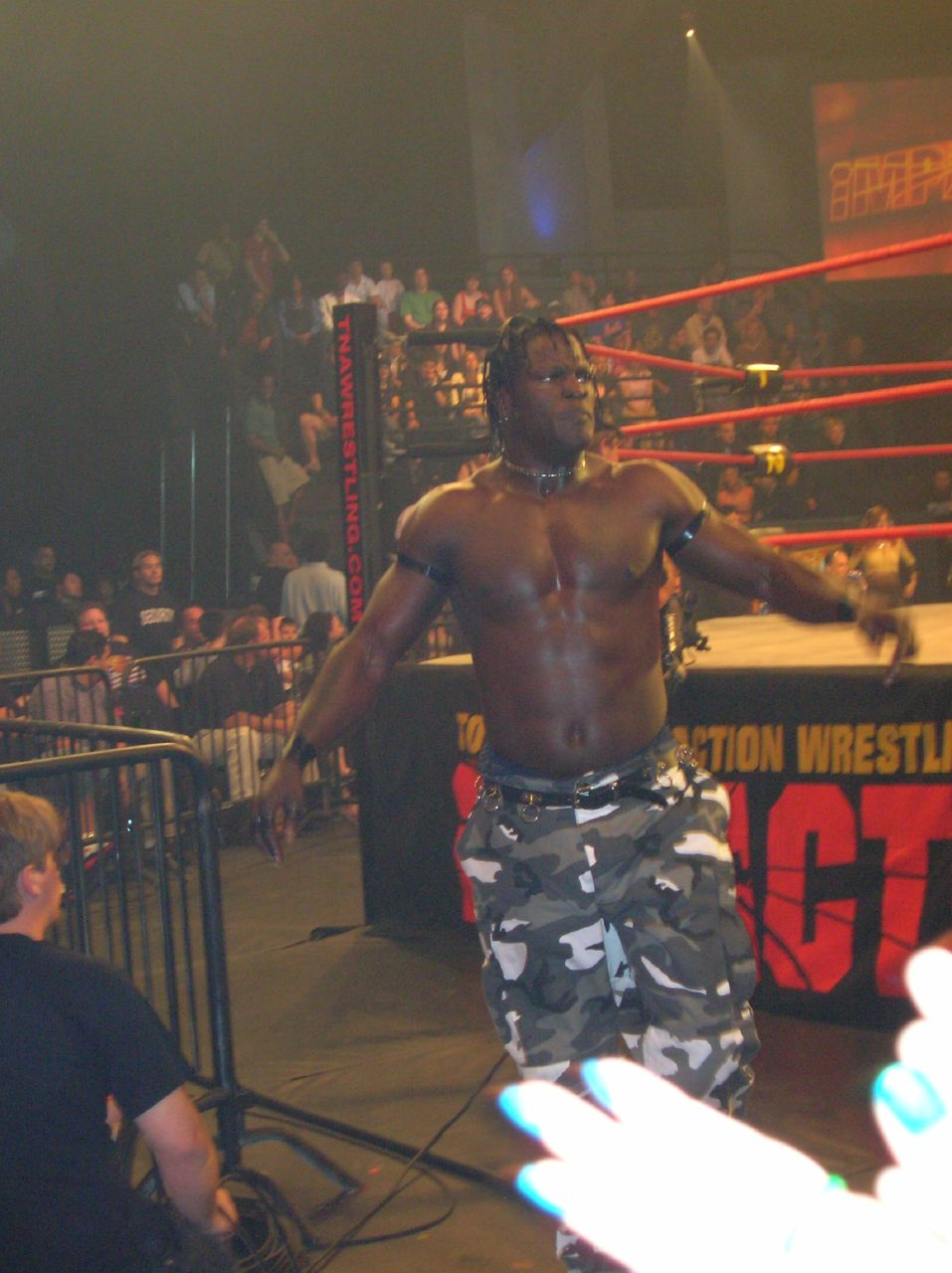
Ron Killings, la otra mitad de Team Pacman.

Jones hizo su primera aparición en Hard Justice más tarde ese mes, tomando parte en una entrevista con Mike Tenay explicando que eligió la lucha libre profesional para demostrar que podía ser "el máximo jugador de equipo" y TNA específicamente porque tanto él como la empresa "marcaban tendencias". Ellos fueron interrumpidos, sin embargo, por Ron Killings, quien procedió a criticar y amenazar a Jones hasta que Jones le retó a entrar en el ring y pelear, sólo para ser separados por guardias de seguridad. En segmentos posteriores en backstage Jones fue mostrado tendido en el suelo y sangrando, teniendo que ser llevado en una ambulancia. A la semana siguiente en Impact!, Jones desafió a Killings, sólo para que le éste le profesara su respeto por él, incluso sugiriendo que formaran un equipo para competir por el Campeonato Mundial en Parejas. Aceptando, el flamante "Team Pacman" pasó el tiempo de camino hacia No Surrender atacando luchadores y pintándoles "autógrafos" leyendo "PAC" sobre sus espaldas. En el show, Team Pacman ganó el Campeonato Mundial en Parejas de la TNA de los campeones, Kurt Angle y Sting, con Jones realizando la cobertura, aunque de otro modo él no estuvo involucrado físicamente en la lucha — negándose a tomar el relevo a veces y literalmente huyendo en otras.

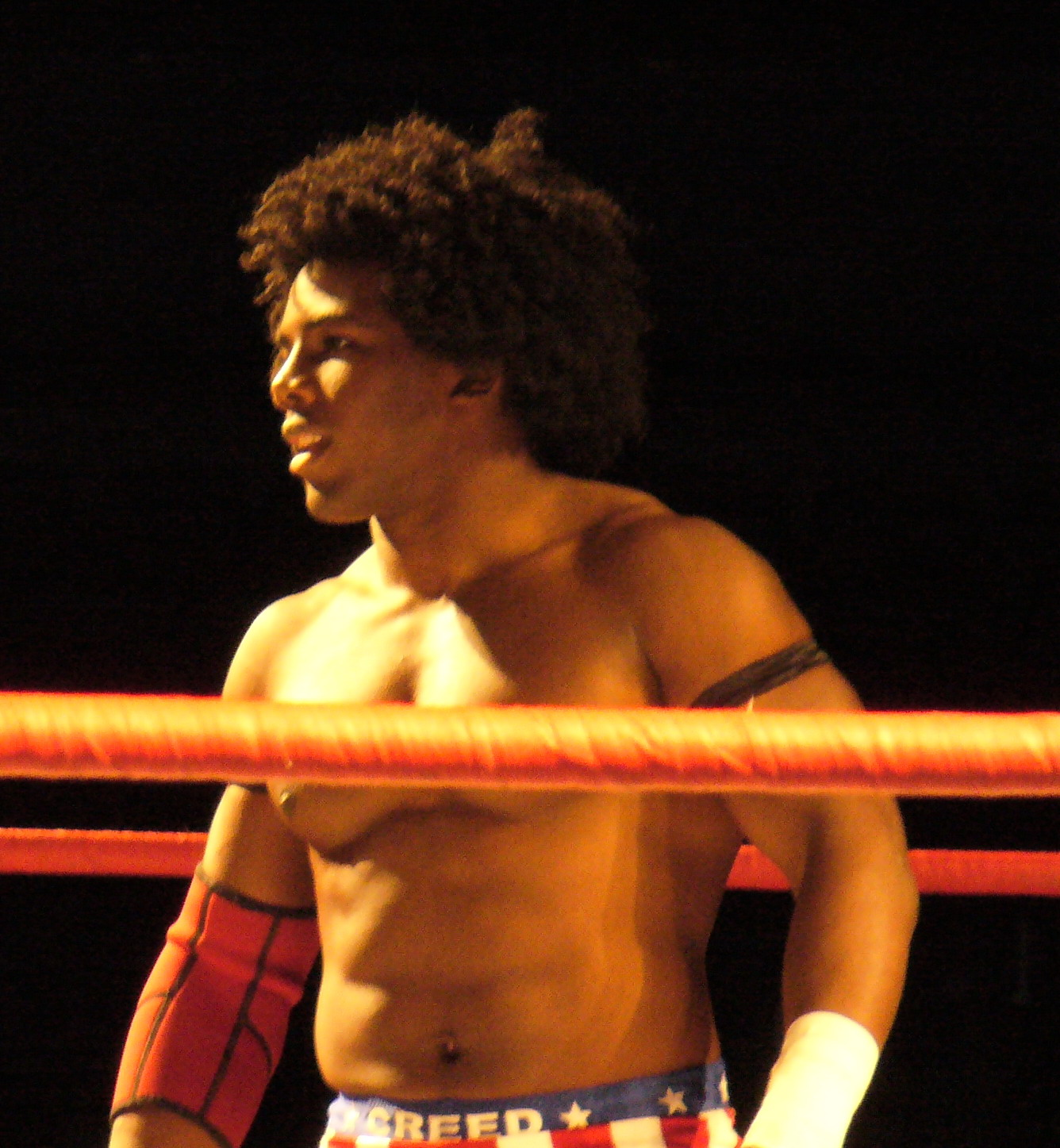
Rasheed Lucius "Consequences" Creed fue traído como el tercer hombre de Team Pacman para su defensa de los campeonatos en parejas en Bound for Glory.

De camino hacia Bound for Glory — celebrado en su ciudad natal de Atlanta — TNA anunció su aparición "dentro del ring" en el primer episodio de dos horas de Impact! el 4 de octubre, en anuncios de televisión y en su sitio web, pero su porción en la lucha de Team Pacman contra Team 3D (Brother Ray y Brother Devon) consistió en él principalmente evitando contacto físico otra vez — evitando un intento de tackle y luego lanzándole un balón de fútbol a Brother Ray, eludiendo un clothesline y sosteniendo las piernas de sus oponentes caídos para realizar una maniobra de equipo — antes de que Voodoo Kin Mafia (B.G. James y Kip James) interfirieran y la lucha terminara en una descalificación. En Bound for Glory, con Jones no siéndole permitido luchar un combate completo, Rasheed Lucius "Consequences" Creed fue traído como sustituto de Jones para la defensa de los títulos (bajo la "Freebird Rule") contra A.J. Styles y Tomko, mientras que Jones estaba parado afuera observando. Jones intentó interferir durante la lucha lanzándole dinero al árbitro Earl Hebner, lo que inadvertidamente distrajo a Hebner lo suficiente para perder de vista un pinfall de Team Pacman y permitirle a Styles y Tomko ganar la lucha y los títulos.
Después de la derrota Jones desapareció de la televisión de la TNA, con su contrato expirando el 15 de octubre y no siendo renovado. Killings también dejó TNA, uniéndose a la WWE bajo el nombre artístico de "R-Truth". Creed, sin embargo, obtuvo un contrato con TNA, que le fue presentado en un evento de NWA Anarchy. Él más tarde también dejaría la empresa y firmaría un contrato de desarrollo con la WWE, cambiando su nombre al de "Xavier Woods".

### WWE (2013–2014)
En el episodio del 18 de noviembre de Raw, R-Truth hizo equipo con Xavier Woods por primera vez desde su salida de TNA, para derrotar a 3MB. La semana siguiente en Raw, Woods derrotó a Heath Slater en su lucha debut estando acompañado de R-Truth y The Funkadactyls (Cameron y Naomi) y utilizando la música de entrada de Tons of Funk. En el episodio del 29 de noviembre de SmackDown, Woods comenzó una rivalidad con Brodus Clay después de que Clay tomó como ofensa que Woods usara su música de entrada y a The Funkdactyls como sus valets en Raw. Más tarde esa noche, Woods sufrió su primera derrota cuando él y R-Truth fueron derrotados por Tons of Funk (Clay y Tensai) después de que Clay cubrió a Woods. En el episodio del 2 de diciembre de Raw, Woods y R-Truth derrotaron a Tons of Funk en una revancha después de que Woods cubrió a Clay. En TLC: Tables, Ladders & Chairs, Clay se enfrentó a R-Truth y castigó continuamente a R-Truth en lugar de ir por la victoria, por lo que Tensai lo dejó en señal de protesta y Clay perdió la lucha. Woods derrotó a Clay en el episodio del 17 de enero de 2014 de Superstars para poner fin al feudo. Woods y R-Truth luego compitieron esporádicamente en el primer trimestre de 2014. Ellos iniciaron un feudo con el recién llegado búlgaro Rusev y fueron derrotados por él en un Handicap Match en Extreme Rules. Después de la derrota, R-Truth y Xavier Woods se separaron silenciosamente.

## En lucha
- Mánagers
  - The Funkadactyls (Cameron & Naomi)

## Campeonatos y logros
- Total Nonstop Action Wrestling
  - TNA World Tag Team Championship (1 vez) – Jones / Creed & Killings[17]